# 10712 Malashchuk
10712 Malashchuk este un asteroid din centura principală de asteroizi.

## Descriere
10712 Malashchuk este un asteroid din centura principală de asteroizi. A fost descoperit pe 20 octombrie 1982 la Observatorul de Astrofizică din Crimeea de Liudmila Karacikina. Asteroidul prezintă o orbită caracterizată de o semiaxă mare de 2,39 ua, o excentricitate de 0,17 și o înclinație de 2,2° în raport cu ecliptica.